# Tipula (Eumicrotipula) mithradates
Tipula (Eumicrotipula) mithradates is een tweevleugelige uit de familie langpootmuggen (Tipulidae). De soort komt voor in het Neotropisch gebied.